# Izhodiščna plača
Izhodiščna plačaje najnižji znesek plače, ki ga lahko prejme zaposleni glede na stopnjo njegove izobrazbe. Njena višina je določena v kolektivnih pogodbah na ravni dejavnosti.
Pogajalske stranke kolektivnih pogodb običajno določijo višino izhodiščne plače za I. tarifni razredih. Izhodiščne plače po ostalih tarifnih razredih pa so določene na osnovi relativnih razmerij med tarifnimi razredi. .